# Medina de las Torres
Medina de las Torres est une commune d’Espagne, dans la province de Badajoz, communauté autonome d'Estrémadure.

## Viticulture à Medina de las Torres auxXVIIeetXVIIIesiècles
Au cours des XVIIe et XVIIIe siècles, la région de Medina de las Torres a connu une importance notable dans la viticulture.
Le vin produit dans cette région était reconnu pour sa qualité exceptionnelle. Il a même été associé à la Cour royale, témoignant de sa renommée et de son prestige.
De plus, le commerce du vin de Medina s'étendait jusqu'à la zone cantabrique, reflétant son importance économique pour la région.